# PlantUML
A PlantUML egy nyílt forráskódú eszköz, amely lehetővé teszi a felhasználók számára, hogy diagramokat készítsenek egyszerű szöveges nyelvről. A különféle UML diagramokon kívül a PlantUML számos egyéb szoftverfejlesztéssel kapcsolatos formátumot is támogat (például Archimate, Block diagram, BPMN, C4, Computer network diagram, ERD, Gantt chart, Mind map és WBD ), valamint a JSON és a WBD megjelenítését. YAML fájlokat.
A PlantUML nyelve egy tartományspecifikus nyelv példa. Saját DSL-je mellett a PlantUML az AsciiMath-ot, a Creole-t, a DOT-t és a LaTeX -et is megérti. Graphviz szoftvert használ a diagramok elrendezéséhez, a Tikz-et pedig a LaTeX támogatásához. A képek PNG, SVG, LaTeX és még ASCII art formátumban is kiadhatók.

## PlantUML-t használó alkalmazások
Különféle kiterjesztések vagy kiegészítők tartalmazzák a PlantUML-t.
- Az Atom rendelkezik egy közösség által karbantartott PlantUML szintaxis kiemelővel és megjelenítővel.
- A Confluence wiki rendelkezik egy PlantUML beépülő modullal a Confluence Serverhez, amely az oldal újratöltése során menet közben jeleníti meg a diagramokat. Van egy további PlantUML beépülő modul a Confluence Cloudhoz.
- A Doxygen olyan diagramokat integrál, amelyek forrásai a \startuml parancs után vannak megadva.
- Az Eclipse rendelkezik PlantUML beépülő modullal.
- A Google Dokumentumokhoz tartozik egy PlantUML Gizmo nevű bővítmény, amely együttműködik a PlantUML.com szerverrel.
- Az IntelliJ IDEA képes diagramokat létrehozni és megjeleníteni a Markdownba (beépített) vagy önálló fájlokban (plugin segítségével) beágyazva.
- A Tikz csomagot használó LaTeX korlátozott mértékben támogatja a PlantUML-t.
- A LibreOffice rendelkezik Libo_PlantUML kiterjesztéssel a PlantUML diagramok használatához.
- A MediaWiki rendelkezik egy PlantUML beépülő modullal, amely a diagramokat SVG vagy PNG formátumban jeleníti meg az oldalakon.[5]
- A Microsoft Word használhatja a PlantUML diagramokat a Word sablonbővítményen keresztül. Van egy további Visual Studio Tools for Office-bővítmény, PlantUML Gizmo néven, amely hasonló módon működik.
- A NetBeans rendelkezik egy PlantUML beépülő modullal.
- A Notepad++ PlantUML beépülő modullal rendelkezik.[6]
- Az Org-mode rendelkezik PlantUML org-babel támogatással.
- A Rider rendelkezik PlantUML beépülő modullal.
- A Visual Studio Code különféle PlantUML-bővítményekkel rendelkezik a piacterén, amelyek közül a legnépszerűbb a jebbs PlantUML.
- A Vnote nyílt forráskódú jegyzetkészítő alkalmazás beépített PlantUML támogatással rendelkezik.[7]
- Az Xcode-nak van egy közösség által karbantartott Forrásszerkesztő bővítménye, amellyel PlantUML osztálydiagramokat hozhat létre és tekinthet meg a Swift forráskódból.[8]

## Szövegformátum az UML forráskód szintű kommunikációjához
A PlantUML jól formált és ember által olvasható kódot használ a diagramok megjelenítéséhez.
Vannak más szövegformátumok is az UML modellezéshez, de a PlantUML számos diagramtípust támogat, és nincs szüksége kifejezett elrendezésre, bár szükség esetén módosítható a diagram.

## Példa
A jobb oldalon látható osztálydiagram forráskódja a következő:

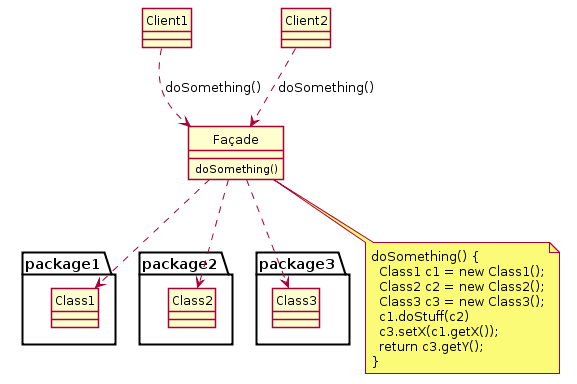
UML osztálydiagram, amely példát mutat a homlokzati tervezési mintára

```
skinparam
 
style
 
strictuml

class
 
Façade
 
{

 
doSomething
()

}

Façade
 
.
>
 
package1
.
Class1

Façade
 
.
>
 
package2
.
Class2

Façade
 
.
>
 
package3
.
Class3

Client1
 
.
>
 
Façade
 
:
 
doSomething
()

Client2
 
.
>
 
Façade
 
:
 
doSomething
()

note
 
as
 
N2

doSomething
()
 
{

  
Class1
 
c1
 
=
 
newClass1
();

  
Class2
 
c2
 
=
 
newClass2
();

  
Class3
 
c3
 
=
 
newClass3
();

  
c1
.
doStuff
(
c2
)

  
c3
.
setX
(
c1
.
getX
());

  
return
 
c3
.
getY
();

}

end
 
note

Façade
 
..
 
N2

```

## Fordítás
- Ez a szócikk részben vagy egészben  a   PlantUML című angol Wikipédia-szócikk ezen változatának fordításán alapul.  Az eredeti cikk szerkesztőit annak laptörténete sorolja fel. Ez a jelzés csupán a megfogalmazás eredetét és a szerzői jogokat jelzi, nem szolgál a cikkben szereplő információk forrásmegjelöléseként.